# Wereldkampioenschappen baanwielrennen 1980
De Wereldkampioenschappen baanwielrennen vonden in 1980 plaats tussen 3 en 7 september in het Stade Léo Lagrange, gelegen in het Franse Besançon. Dit jaar vonden er tien onderdelen plaats; acht voor mannen en twee voor vrouwen.

## Achtergrond
Wegens de Olympische Zomerspelen die dit jaar werden gehouden in Moskou, waren er meerdere onderdelen geschrapt van de kalender bij het WK, daarnaast waren er ook onderdelen toegevoegd aan de kalender. In meerdere voorgaande edities waren voor mannen amateurs zeven onderdelen opgenomen in de kalender, wegens de Spelen werden deze jaargang de 1 kilometer tijdrit, achtervolging, ploegenachtervolging en de sprint geschrapt van de kalender. Voor profs werden juist enkele onderdelen opgenomen op de kalender, dit betrof de keirin en de puntenkoers.
Het medailleklassement werd gewonnen door de Australiërs omdat zij de meeste gouden medailles wonnen; twee in totaal. De renners uit Australië wonnen verder geen medailles maar omdat geen ander land meer dan één gouden won, eindigde zij bovenaan in het medailleklassement. De Nederlandse deelnemers wonnen in totaal vijf medailles, een gouden, drie zilveren en eenmaal brons, maar wegens een positieve dopingtest bij zilveren medaillewinnaar René Kos moest hij deze eind september toch afstaan. Daarnaast zijn ook medaillewinnaar Bartolomé Caldentey en Pietro Algeri positief getest op het gebruik van verboden middelen. Ook de Spanjaard Caldentey moest zijn medaille terug inleveren.

## Uitslagen

### Mannen profs
| Onderdeel     | Goud                                                         | Zilver                           | Brons                                 |
| ------------- | ------------------------------------------------------------ | -------------------------------- | ------------------------------------- |
| Achtervolging | Anthony Doyle                                                | Herman Ponsteen                  | Hans-Henrik Ørsted                    |
| Keirin        | Danny Clark                                                  | Daniel Morelon                   | Niels Fredborg                        |
| Puntenkoers   | Stan Tourné                                                  | Giovanni Mantovani               | Heinz Betz                            |
| Sprint        | Koichi Nakano                                                | Masahiko Ozaki                   | Daniel Morelon                        |
| Stayeren      | Duitse Democratische Republiek Wilfried Peffgen Dieter Durst | Nederland René Kos Bruno Walrave | Italië Bruno Vicino Domenico De Lillo |

### Mannen amateurs
| Onderdeel   | Goud                                          | Zilver                                | Brons                                   |
| ----------- | --------------------------------------------- | ------------------------------------- | --------------------------------------- |
| Puntenkoers | Gary Sutton                                   | Viktor Manakov                        | Josef Kristen                           |
| Stayeren    | Nederland Gaby Minneboo Bruno Walrave         | Nederland Mattheus Pronk Norbert Koch | Spanje Bartolomé Caldentey Antonio Mora |
| Tandem      | Tsjecho-Slowakije Ivan Kucirek Pavel Martinek | Frankrijk Yvon Cloarec Franck Depine  | Italië Giorgio Rossi Floriano Finamore  |

### Vrouwen
| Onderdeel     | Goud               | Zilver         | Brons              |
| ------------- | ------------------ | -------------- | ------------------ |
| Achtervolging | Sue Novara         | Galina Tsareva | Claudia Lommatzsch |
| Sprint        | Nadezjda Kibardina | Karen Strong   | Petra de Bruin     |

## Medaillespiegel
| Plaats | Land                           | Goud | Zilver | Brons | Totaal |
| 1      | Australië                      | 2    | 0      | 0     | 2      |
| 2      | Nederland                      | 1    | 2      | 1     | 4      |
| 3      | Sovjet-Unie                    | 1    | 2      | 0     | 3      |
| 4      | Japan                          | 1    | 1      | 0     | 2      |
| 5      | Duitse Democratische Republiek | 1    | 0      | 3     | 4      |
| 6      | Verenigd Koninkrijk            | 1    | 0      | 0     | 1      |
| 6      | België                         | 1    | 0      | 0     | 1      |
| 6      | Tsjecho-Slowakije              | 1    | 0      | 0     | 1      |
| 6      | Verenigde Staten               | 1    | 0      | 0     | 1      |
| 10     | Frankrijk                      | 0    | 2      | 1     | 3      |
| 11     | Italië                         | 0    | 1      | 2     | 3      |
| 12     | Canada                         | 0    | 1      | 0     | 1      |
| 13     | Denemarken                     | 0    | 0      | 2     | 2      |
| Totaal | Totaal                         | 10   | 10     | 10    | 30     |